# 林見昌

林見昌（1941年—）雲林古坑人，台湾数学家。

## 生平
生於1941年，1959年自台中師範畢業後任教於古坑國民小學，1965年畢業於中興大學應用數學系，為該系第一屆畢業生，曾任教台中師專(現改名國立台中教育大學)，1968年至美國喬治亞理工學院工程科學系留學，於1973年獲該校博士學位，旋即應聘回到國立中興大學應用數學系任副教授，1976年升任教授。1979年任系主任，1980年成立該校計算機中心並任該中心第一任主任，次年又成立應用數學研究所並兼任首任所長，至1985年卸任。1988至94年擔任理學院院長，1997至99年擔任該校教授會理事長。1999年10月擔任國立虎尾技術學院校長，任內(2004年2月1日)改名國立虎尾科技大學，於2005年10月卸任校長，並自2006年2月1日從該校退休，旋即應聘擔任大葉大學機械與自動化工程學系講座教授迄今。

## 荣誉
他曾於1959至61年就讀中興大學應用數學系期間，因創見幾何學與代數學新問題而兩次獲獎並得全國青年獎章及博學獎章。他的主要研究領域是複合材料結構力學、智慧型結構力學、奈米材料力學等，已發表的期刊論文和會議論文各逾百篇，曾獲得國科會多次優等研究獎及三次傑出研究獎，並榮獲其他多項殊榮，例如：曾獲選美國航空太空學會(AIAA) associate fellow、紐約科學院院士、榮登世界名人錄、中國工程師學會1999年「傑出工程教授獎」、2006年中華民國力學學會首屆會士、1991年台中師範學院(現改名國立台中教育大學)第一屆傑出校友、2006年國立中興大學傑出校友等獎項。林教授亦熱心參與許多學術性學會並擔任重要職務，例如：曾任中華民國數學學會理事與常務理事、曾任中華民國力學學會理監事、中華民國航太學會理事長、中華航太產業發展促進會理事長、中華民國公立大學協進會常務監事等，現任中華民國力學學會常務監事、中華民國技職教育學會理事、中華民國航太學會諮議、中華工程教育學會常務理事等。